# Prętki, Braniewski
Prętki [ˈprɛntki] (lang-de | Marienhöhe)  là một khu định cư ở quận hành chính của Gmina Braniewo, thuộc huyện Braniewski, Warmińsko-Mazurskie, ở phía bắc Ba Lan, gần biên giới với Kaliningrad của Nga. Nó nằm khoảng 3 kilômét (2 mi) phía tây nam Braniewo và 80 km (50 mi) phía tây bắc của thủ đô khu vực Olsztyn.
Khu định cư có dân số 13 người.